# 林晴比古
林 晴比古（はやし はるひこ、1948年 - ）は、コンピューティングのコンサルタント。本名、若林茂雄。プログラミング言語の著書を多く出版している。

## 概要
芝浦工業大学電気工学科卒業。
沖電気工業を経て、ハリーシンク社代表取締役。

## 著書
林晴比古名義で。
- BASICによるプログラミング・スタイルブック
- プレイMS-DOS
- バイト&ワードの風にのって
- Play the C　（上下巻）
- Cプリプロセッサ・パワー
- Turbo C入門
- 32ビット・パソコン入門
- 新MS-DOS入門　ビギナー編
- 新MS-DOS入門　シニア編
- パソコン用語入門
- 新MS-DOS入門　応用編
- Cによるプログラミング・スタイルブック
- オペラ座のパソコン
- パソコン書斎整理学
- 新C言語入門　応用編
- パソコンに疲れた夜のために
- 新C言語入門　ビギナー編
- DOSエクステンダ入門
- 新C言語入門　スーパービギナー編
- 新MS-DOS　ver.5.0入門　ビギナー編
- 新MS-DOS　ver.5.0入門　シニア編
- Cの実験室　上級ラボ編
- Cの実験室　初級ラボ編
- Cの実験室　中級ラボ編
- MS-DOSの楽しい世界　1
- MS-DOSの楽しい世界　2
- 林晴比古のCASL講座
- Windows入門　ビギナー編
- PCカタログを読む
- Windows入門　シニア編
- 林晴比古のWindows　95入門　ビギナー編
- 林晴比古のWindows　95機能大全
- 林晴比古のWindows　95入門　シニア編
- これならできるパソコン書斎整理術
- 新Visual　Basic入門　ビギナー編
- 新Visual　Basic入門　シニア編
- 小事典パソコン・キーワード
- Visual　Basic応用プログラミング
- 新Visual　C++5.0入門　ビギナー編
- 新C++入門
- 新Visual　Basic入門　ビギナー編
- 新C言語入門　ビギナー編
- 新C言語入門　シニア編
- 新Visual　C++6.0入門　ビギナー編
- 新Visual　Basic入門　シニア編
- 新Visual　C++5.0入門　シニア編
- 新Visual　C++6.0入門　スーパービギナー編
- 新C言語入門　応用編
- はじめてのパソコン書斎整理術
- 新Visual　C++6.0入門　シニア編
- 新Linux/Unix入門
- C/C++によるプログラミングスタイルブック
- 新C++言語入門　シニア編 上・下
- 新Java言語入門　ビギナー編
- 新C++言語入門　ビギナー編
- 新Java言語入門　スーパービギナー編
- 新Java言語入門　シニア編
- 新Visual　Basic.NET入門　ビギナー編
- 新Visual　C++.NET入門　ビギナー編
- 新C言語入門　ビギナー編
- 新C言語入門　スーパービギナー編
- 新Linux/Unix入門
- 新Visual　Basic.NET入門　ビギナー編
- C言語による実用アルゴリズム入門
- 新Java言語入門　ビギナー編
- 新C言語入門　シニア編
- 高級言語プログラマのためのアセンブラ入門
- 新Java言語入門　シニア編
- 新Visual　C++.NET入門　シニア編
- 明快入門Visual　Basic　2005　ビギナー編
- 明快入門Visual　C++　2005　ビギナー編
- 明快入門Visual　Basic　2005　シニア編
- 明快入門Visual　C++　2005　シニア編
- 実践Visual　Basic　2005プログラミング20題
- 明快入門SQL
- 明快入門C++　ビギナー編
- 明快入門C++　シニア編
- 明快入門Visual　Basic　2008　ビギナー編
- 明快入門Visual　C++　2008　ビギナー編

若林茂雄名義で。
- C言語プログラミング

ほか
| スタブアイコン | サブスタブ | この項目は、まだ閲覧者の調べものの参照としては役立たない、コンピュータに関連した書きかけの項目です。この項目を加筆・訂正などしてくださる協力者を求めています（P:コンピュータ）。 |

| スタブアイコン | サブスタブ | この項目は、まだ閲覧者の調べものの参照としては役立たない、人物に関連した書きかけの項目です。この項目を加筆・訂正などしてくださる協力者を求めています（P:人物伝/PJ:人物伝）。 |